# Scotopteryx bipunctaria
Scotopteryx bipunctaria là một loài bướm đêm trong họ Geometridae.

## Hình ảnh

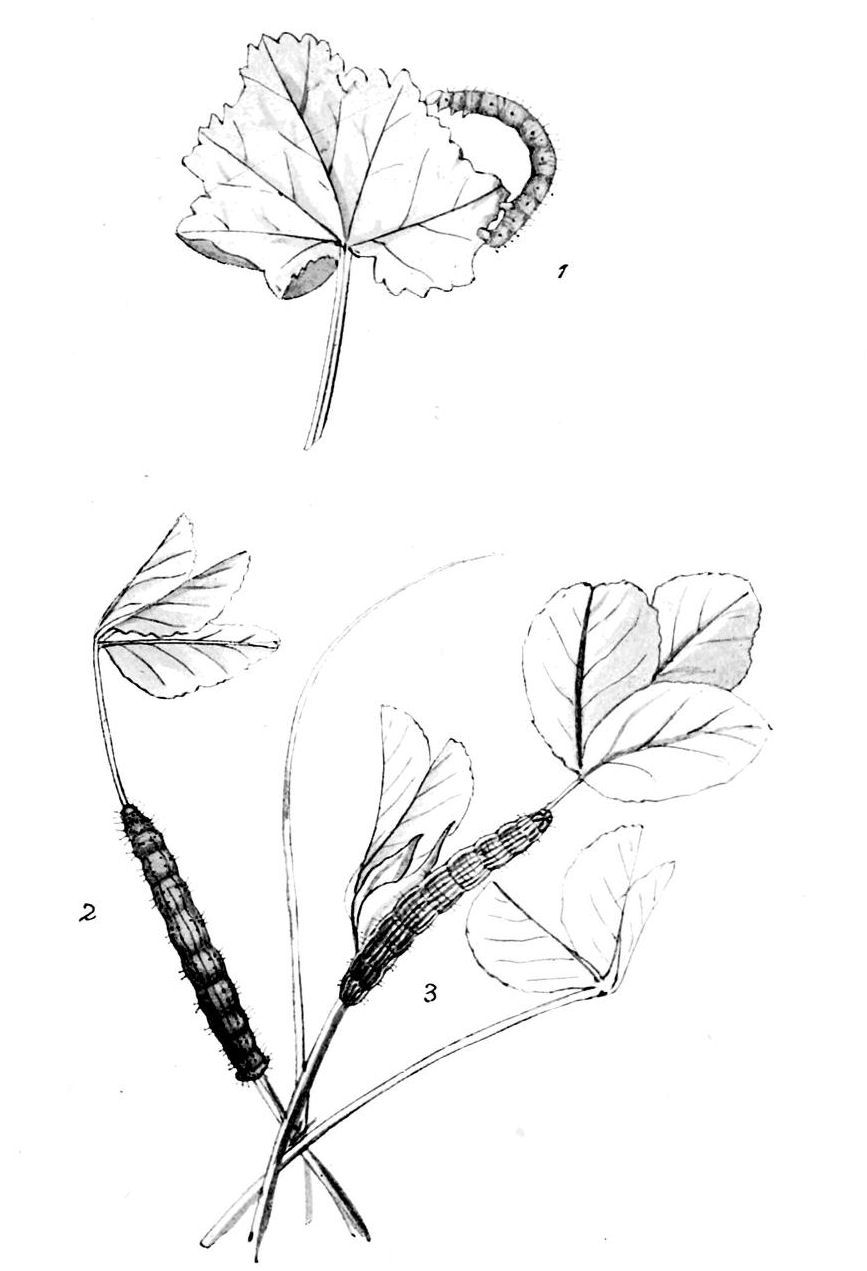
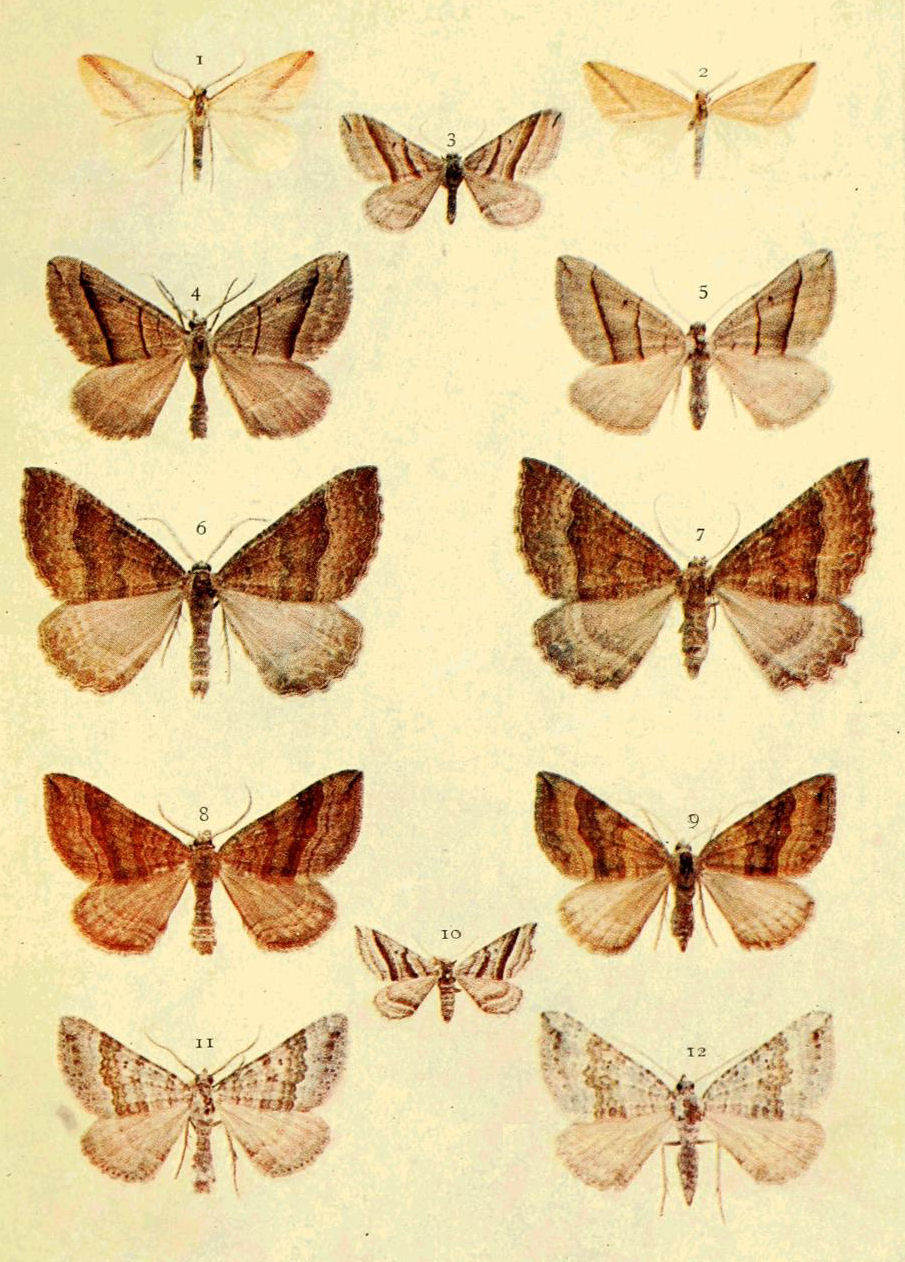
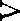